# UCI America Tour 2011
Die UCI America Tour ist der vom Weltradsportverband UCI zur Saison 2005 eingeführte amerikanische Straßenradsport-Kalender unterhalb der UCI ProTour (seit 2011: UCI WorldTour) und gehört zu den UCI Continental Circuits. Die siebte Saison begann am 1. Oktober 2010 und endete am 30. September 2011.
Die Eintagesrennen und Etappenrennen der UCI America Tour sind in drei Kategorien (HC, 1 und 2) eingeteilt. Bei jedem Rennen werden Punkte für eine Wertung vergeben. An dieser Wertung nehmen die Professional Continental Teams und die Continental Teams teil. An den einzelnen Rennen können auch ProTeams teilnehmen, die von Fahrern der ProTeams erzielten Platzierungen bleiben aber für das Ranking außer Betracht.

## Gesamtstand
(Endstand: 30. September 2011)
| Platz | Fahrer            |             | Team | Punkte |
| ----- | ----------------- | ----------- | ---- | ------ |
| 1.    | Miguel Ubeto      | Venezuela   |      | 180    |
| 2.    | Gregolry Panizo   | Brasilien   | DAT  | 179    |
| 3.    | Sergio Henao      | Kolumbien   | GOB  | 151    |
| 4.    | Manuel Medina     | Venezuela   |      | 144    |
| 5.    | Juan Pablo Suárez | Kolumbien   | EPM  | 135    |
| 6.    | Gonzalo Garrido   | Chile       |      | 131    |
| 7.    | Renato Seabra     | Brasilien   | DAT  | 123    |
| 8.    | Jorge Soto        | Uruguay     |      | 110    |
| 9.    | Juan Carlos Rojas | Costa Rica  |      | 109    |
| 10.   | Marco Arriagada   | Chile       |      | 108    |
| 11.   | Darío Díaz        | Argentinien |      | 108    |
| 12.   | Iván Casas        | Kolumbien   |      | 93     |
| 13.   | Arnold Alcolea    | Kuba        |      | 92     |
| 14.   | José Serpa        | Kolumbien   | AND  | 88     |
| 15.   | Luis Mansilla     | Chile       |      | 88     |
| 16.   | Boris Carène      | Guadeloupe  |      | 87     |
| 17.   | Carlos Gálviz     | Venezuela   | MOT  | 85     |
| 18.   | Tomás Gil         | Venezuela   |      | 84     |
| 19.   | Byron Guamá       | Ecuador     | MOT  | 82     |
| 20.   | Francisco Mancebo | Spanien     | RCC  | 81     |
|       | ...               |             |      |        |
| 27.   | Robert Förster    | Deutschland | UHC  | 61     |
| 234.  | Laurent Beuret    | Schweiz     | ARH  | 10     |

| Platz | Team                                          |                    | Punkte |
| ----- | --------------------------------------------- | ------------------ | ------ |
| 1.    | EPM-UNE                                       | Kolumbien          | 371    |
| 2.    | Clube Dataro de Ciclismo-Foz do Iguaçu        | Brasilien          | 360    |
| 3.    | Movistar Continental Team                     | Kolumbien          | 354    |
| 4.    | Funvic-Pindamonhangaba                        | Brasilien          | 309    |
| 5.    | Gobernación de Antioquia-Indeportes Antioquia | Kolumbien          | 286    |
| 6.    | Team SpiderTech-C10                           | Kanada             | 213    |
| 7.    | UnitedHealthcare Pro Cycling                  | Vereinigte Staaten | 153    |
| 8.    | Androni Giocattoli-C.I.P.I                    | Italien            | 153    |
| 9.    | Jamis-Sutter Home                             | Vereinigte Staaten | 144    |
| 10.   | Chipotle Development Team                     | Vereinigte Staaten | 121    |
| 11.   | Bissell Cycling                               | Vereinigte Staaten | 98     |
| 12.   | RealCyclist.com Cycling Team                  | Vereinigte Staaten | 91     |
| 13.   | Team Type 1-Sanofi Aventis                    | Vereinigte Staaten | 87     |
| 14.   | D’Angelo & Antenucci-Nippo                    | Italien            | 67     |
| 15.   | Ora Hotels Carrera                            | Ungarn             | 64     |
| 16.   | Kenda-5-Hour Energy Cycling Team              | Vereinigte Staaten | 58     |
| 17.   | Kelly Benefit Strategies-OptumHealth          | Vereinigte Staaten | 57     |
| 18.   | Amore & Vita                                  | Ukraine            | 50     |
| 19.   | Colombia es Pasión-Café de Colombia           | Kolumbien          | 48     |
| 20.   | Trek Livestrong U23                           | Vereinigte Staaten | 48     |
|       | ...                                           |                    |        |
| 32.   | Team Eddy Merckx-Indeland                     | Deutschland        | 10     |
| 33.   | Atlas Personal                                | Schweiz            | 10     |

| Platz | Nation                         | Punkte |
| ----- | ------------------------------ | ------ |
| 1.    | Kolumbien                      | 1808,2 |
| 2.    | Venezuela                      | 914,2  |
| 3.    | Brasilien                      | 696    |
| 4.    | Argentinien                    | 598,67 |
| 5.    | Kanada                         | 571,25 |
| 6.    | Vereinigte Staaten             | 477    |
| 7.    | Uruguay                        | 422    |
| 8.    | Chile                          | 416    |
| 9.    | Kuba                           | 281    |
| 10.   | Costa Rica                     | 248    |
| 11.   | Mexiko                         | 167    |
| 12.   | Ecuador                        | 141    |
| 13.   | Belize                         | 140    |
|       | Suriname                       | 140    |
|       | El Salvador                    | 140    |
| 16.   | Antigua und Barbuda            | 125    |
| 17.   | St. Lucia                      | 122    |
| 18.   | Bolivien                       | 104    |
| 19.   | Niederländische Antillen       | 92     |
| 20.   | Guyana                         | 86     |
|       | St. Vincent und die Grenadinen | 86     |

| Platz | Nation (U23)                   | Punkte |
| ----- | ------------------------------ | ------ |
| 1.    | Venezuela                      | 374    |
| 2.    | Vereinigte Staaten             | 358    |
| 3.    | Kolumbien                      | 172    |
| 4.    | Argentinien                    | 120,67 |
| 5.    | Kanada                         | 67     |
| 6.    | Niederländische Antillen       | 66     |
| 7.    | Belize                         | 60     |
| 8.    | Brasilien                      | 50     |
| 9.    | Antigua und Barbuda            | 40     |
| 10.   | El Salvador                    | 36     |
| 11.   | St. Lucia                      | 30     |
| 12.   | Chile                          | 29     |
| 13.   | Mexiko                         | 28     |
| 14.   | St. Vincent und die Grenadinen | 16     |
| 15.   | Kuba                           | 13     |
| 16.   | Suriname                       | 10     |
| 17.   | Panama                         | 7,67   |

* U23-Fahrer

Zu den Regeln der einzelnen Ranglisten: 

## Rennkalender

### Oktober 2010
| Datum   | Rennen                                                     | Kat. | Sieger          | Team                     |
| ------- | ---------------------------------------------------------- | ---- | --------------- | ------------------------ |
| 17.–24. | Tour do Brasil Volta Ciclística de São Paulo-Internacional | 2.2  | Gregolry Panizo | Clube DataRo de Ciclismo |
| 20.–31. | Vuelta a Guatemala                                         | 2.2  | Giovanny Báez   | UNE-EPM                  |

### November 2010
| Datum   | Rennen            | Kat. | Sieger      | Team                                 |
| ------- | ----------------- | ---- | ----------- | ------------------------------------ |
| 7.–14.  | Vuelta a Bolivia  | 2.2  | Óscar Soliz | EBSA                                 |
| 19.–22. | Vuelta al Ecuador | 2.2  | Byron Guamá | Concentración Deportiva de Pichincha |

### Dezember 2010
| Datum   | Rennen              | Kat. | Sieger                | Team                             |
| ------- | ------------------- | ---- | --------------------- | -------------------------------- |
| 2.–5.   | Vuelta del Paraguay | 2.2  | Luis Alberto Martínez | Equipo Porongos                  |
| 17.–29. | Vuelta a Costa Rica | 2.2  | Juan Carlos Rojas     | Junta de Protección Social-Giant |

### Januar
| Datum   | Rennen                   | Kat. | Sieger                          | Team                            |
| ------- | ------------------------ | ---- | ------------------------------- | ------------------------------- |
| 12.–23. | Vuelta al Táchira        | 2.2  | Manuel Medina                   | Gobierno Del Zulia              |
| 17.–23. | Tour de San Luis         | 2.1  | Marco Arriagada                 | Chile                           |
| 31.–6.  | Vuelta Ciclista de Chile | 2.2  | Marco Arriagada Gonzalo Garrido | T Banc-Skechers T Banc-Skechers |

### Februar
| Datum   | Rennen                             | Kat. | Sieger    | Team      |
| ------- | ---------------------------------- | ---- | --------- | --------- |
| 8.–20.  | Vuelta a Cuba                      | 2.2  | abgesagt  |           |
| 20.–27. | Vuelta a la Independencia Nacional | 2.2  | Tomás Gil | Venezuela |

### März
| Datum   | Rennen                        | Kat. | Sieger        | Team                                |
| ------- | ----------------------------- | ---- | ------------- | ----------------------------------- |
| 8.–13.  | Rutas de América              | 2.2  | Jorge Soto    | Club Porongos                       |
| 14.–18. | Giro do Interior de São Paulo | 2.2  | Flávio Reblin | Memorial/Prefeitura De Santos/Giant |

### April
| Datum   | Rennen                                     | Kat. | Sieger              | Team                     |
| ------- | ------------------------------------------ | ---- | ------------------- | ------------------------ |
| 10.–17. | Vuelta Mexico                              | 2.2  | abgesagt            |                          |
| 13.–17. | Volta Ciclística Internacional de Gravataí | 2.2  | Renato Seabra       | Clube Dataro de Ciclismo |
| 15.–24. | Vuelta Ciclista al Uruguay                 | 2.2  | Iván Casas          | Boyacá Orgullo América   |
| 16.     | Tour of the Battenkill                     | 1.2  | herabgestuft auf NE |                          |
| 27.–1.  | Tour of the Gila                           | 2.2  | herabgestuft auf NE |                          |

### Mai
| Datum   | Rennen                                                      | Kat. | Sieger             | Team                |
| ------- | ----------------------------------------------------------- | ---- | ------------------ | ------------------- |
| 6.      | Panamerikameisterschaft – Einzelzeitfahren                  | CC   | Leandro Messineo   | Argentinien         |
| 6.      | Panamerikameisterschaft – Einzelzeitfahren (U23)            | CC   | Ramón Carretero    | Panama              |
| 8.      | Panamerikameisterschaft – Straßenrennen                     | CC   | Gregolry Panizo    | Brasilien           |
| 8.      | Panamerikameisterschaft – Straßenrennen (U23)               | CC   | Gideone Monteiro   | Brasilien           |
| 11.–15. | Doble Sucre Potosí Gran Premio                              | 2.2  | abgesagt           |                     |
| 14.     | Clásico Aniversario de la Federación Venezolana de Ciclismo | 1.2  | Ángel Pulgar       | Lara-Fúndela        |
| 15.     | Copa Federación Venezolana de Ciclismo Corre por la Vida    | 1.2  | Miguel Ubeto       | Lotería del Táchira |
| 15.–22. | Kalifornien-Rundfahrt                                       | 2.HC | Christopher Horner | Team RadioShack     |
| 18.–22. | Tour de Santa Catarina                                      | 2.2  | abgesagt           |                     |

### Juni
| Datum   | Rennen                                     | Kat.   | Sieger              | Team                         |
| ------- | ------------------------------------------ | ------ | ------------------- | ---------------------------- |
| 1.–5.   | Volta Ciclística Internacional do Paraná   | 2.2    | abgesagt            |                              |
| 2.–5.   | Coupe des Nations Ville Saguenay           | 2.Ncup | Christopher Juul    | Dänemark                     |
| 5.      | San Antonio de Padua Classic Event Guayama | 1.2    | auf NE herabgestuft |                              |
| 5.      | TD Bank International Championship         | 1.HC   | Alex Rasmussen      | HTC-Highroad                 |
| 11.     | Chrono Gatineau                            | 1.2    | abgesagt            |                              |
| 12.–26. | Vuelta a Colombia                          | 2.2    | Félix Cárdenas      | GW Shimano-Chec-Edeq-Envia   |
| 14.–19. | Tour de Beauce                             | 2.2    | Francisco Mancebo   | RealCyclist.com Cycling Team |

### Juli
| Datum   | Rennen                      | Kat. | Sieger            | Team                   |
| ------- | --------------------------- | ---- | ----------------- | ---------------------- |
| 9.      | Prova Ciclística 9 de Julho | 1.2  | Roberto Silva     | Funvic-Pindamonhangaba |
| 9.–17.  | Tour de Martinique          | 2.2  | Guillaume Malle   | Véranda Rideau Sarthe  |
| 13.–24. | Vuelta a Venezuela          | 2.2  | Pedro Gutiérrez   | Gobierno del Zulia     |
| 27.–31. | Tour do Rio                 | 2.2  | Juan Pablo Suárez | EPM-UNE                |

### August
| Datum   | Rennen                    | Kat. | Sieger             | Team              |
| ------- | ------------------------- | ---- | ------------------ | ----------------- |
| 5.–7.   | Tour of Elk Grove         | 2.2  | Luis Romero Amarán | Jamis-Sutter Home |
| 5.–14.  | Tour de la Guadeloupe     | 2.2  | Boris Carène       | Gwada Bikers 118  |
| 9.–14.  | Tour of Utah              | 2.1  | Levi Leipheimer    | Team RadioShack   |
| 22.–28. | USA Pro Cycling Challenge | 2.1  | Levi Leipheimer    | Team RadioShack   |

### September
| Datum | Rennen             | Kat. | Sieger    | Team                |
| ----- | ------------------ | ---- | --------- | ------------------- |
| 17.   | Univest Grand Prix | 1.2  | Ryan Roth | Team SpiderTech-C10 |